# Beda Mayr
Beda Mayr, eigentlich Felix Mayr, Pseudonym Sebastian Leo (* 15. Januar 1742 in Taiting; † 28. April 1794 in Donauwörth) war ein deutscher Geistlicher, Theologe und Schriftsteller.

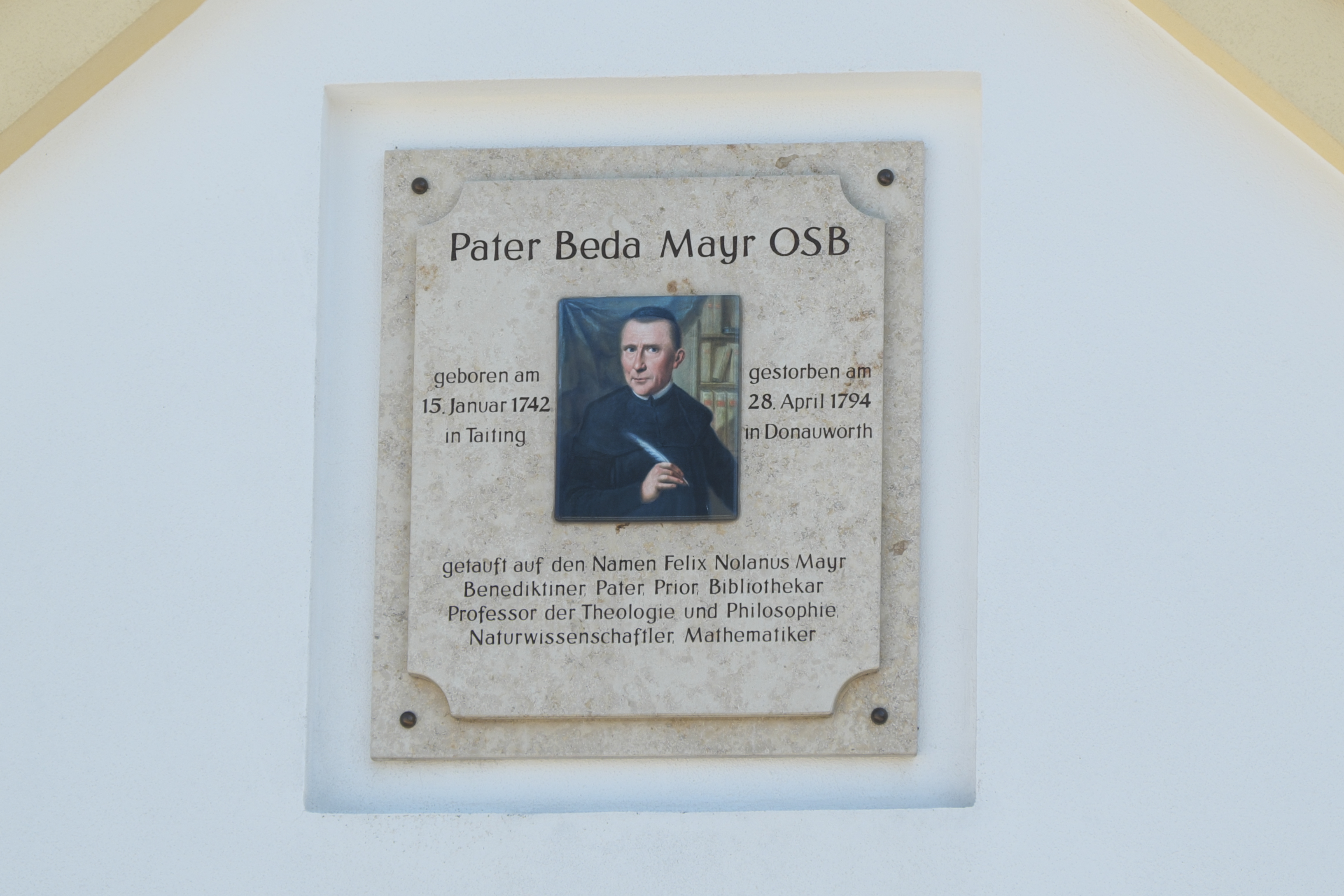
Gedenktafel für Beda Mayr in Taiting

## Leben
Nach seinem Studium in Augsburg, München und Freiburg im Breisgau legte er am 29. September 1762 sein Ordensgelübde im Benediktinerkloster Heilig Kreuz zu Donauwörth ab. Dort arbeitete er auch als Professor für Theologie und Philosophie. Er wurde auch noch Prior des Klosters.
Aufsehen erregte eine von ihm verfasste, aber ohne sein Wissen von Heinrich Braun veröffentlichte Schrift unter dem Titel Der erste Schritt zur künftigen Vereinigung der katholischen und der evangelischen Kirche. Gewaget von – Fast wird man es nicht glauben, gewaget von einem Mönche.

## Schriften (Auswahl)
- Des Wohlehrwürdigen und Seeleifrigen Predigers zu Sangersdorf Straf- und Sittenpredigt auf seine Bauern. Leipzig 1775 (Digitalisat)
- Sämmtliche Predigten
  - 3. Teil Sonntagspredigten für das Landvolk. Augsburg 1778 (Digitalisat)
  - 4. Teil: Festpredigten. … Zweyter Teil (Digitalisat)
  - 5. Teil: Festpredigten, nebst einem Anhang von Gelegenheitsreden. Augsburg 1782 (Digitalisat)
- Der erste Schritt zur künftigen Vereinigung der katholischen und der evangelischen Kirche. Gewaget von – Fast wird man es nicht glauben, gewaget von einem Mönche. 1778 (Digitalisat), (Digitalisat)
- Etwas an Herrn Nikolai, Buchhändlern in Berlin, und seinen Recensenten…. 1786 (Digitalisat)
- P. Beda Mayrs Apologie seiner Vertheidigung der katholischen Religion. Augsburg 1790 (Digitalisat)
- P. Beda Mayrs … Antwort auf zwo sogenannte Kritiken über sein Werk: Vertheidigung der Religion. Augsburg 1790 (Digitalisat)
- Vertheidigung der natürlichen, christlichen und katholischen Religion: Nach den Bedürfnissen unsrer Zeiten. Vertheidigung der christlichen Religion. Augsburg 1787–1789 (Digitalisat: Band 1, Band 2,2)
- P. Beda Mayrs … Anfangsgründe der Mathematik und Algebra. Zum Gebrauche in höhern und niedern Schulen. Augsburg 1792 (Digitalisat)
- Vertheidigung der katholischen Religion sammt einem Anhange von der Möglichkeit einer Vereinigung zwischen unserer, und der evangelisch-lutherischen Kirche (1789). herausgegeben und eingeleitet von Ulrich L. Lehner Leiden: Brill, 2009.
- Übersetzung ins Englische: Beda Mayr: A Defence of the Catholic Religion. The Existence, Necessity, and Limits of the Infallible Church. Translated and introduced by U.L. Washington, DC: Catholic University of America Press, 2023, ISBN 978-0-8132-3773-2.